# Schistosoma haematobium
Schistosoma haematobium és una espècie de trematode digeni que es troba a Àfrica i Orient Mitjà. És un important agent d'esquistosomosi; més específicament, s'associa amb l'esquistosomosi urinària.
Els adults es troben en els plexes venosos al voltant de la bufeta urinària i els ous alliberats viatgen per la paret de la bufeta causant hematúria i fibrosi de la bufeta. La fibrosi pot evolucionar en calcificació, i amb la dificultat de permetre el pas de l'orina dels urèters a la bufeta, es produeix una major pressió en els urèters i la pelvis dels ronyons, produint-ne una dilatació (o hidronefrosi). La inflamació dels genitals causada per S. haematobium pot contribuir a la propagació del VIH. Els estudis han demostrat la relació entre la infecció per S. haematobium i el desenvolupament de carcinoma de cèl·lules escatoses de la bufeta.